# Castelo de Beynac
O Castelo de Beynac é uma antiga fortaleza, construída no século XI. Está localizado na comuna francesa de Beynac-et-Cazenac, no departamento de Dordonha da região de Nova-Aquitânia.

## História
No ano de 1050, Hélie de Beynac constrói um castrum no topo do penhasco. E em 1115, a fortaleza foi ampliada pelo Maynard de Beynac.
Em 1194, o proprietário do castelo Adhémar de Beynac morre sem herdeiros. Ricardo, o Coração de Leão, reivindica o castelo e põe seu tenente de confiança Mercadier para comandá-lo. Ricardo morre em batalha no ano de 1199 e Mercadier é assassinado em 1200. E o castelo voltou a ser propriedade dos senhores de Beynac. As tropas de Simon de Montfort atacam o castelo, no ano de 1214 e destroem o calabouço.
No ano de 1259, devido ao Tratado de Paris, Beynac passou a pertencer aos ingleses. Entre os anos de 1328 e 1368, o castelo passou para os franceses e ingleses por diversas vezes, até que em 1368, a França decide ficar com Beynac de vez. No ano de 1370, o castelo passa a pertencer a Pons de Commarque, através do casamento com sua sobrinha de três anos, única herdeira do castelo.
Em 1753, o único herdeiro masculino do castelo morre, e passa a pertencer a Christophe de Beaumont, através de seu casamento com Marie-Claude de Beynac. Os Beaumont não residem no castelo, que foi abandonado até o ano de 1860, quando retornam para moradia. As reformas feitas por Beaumont foram dispendiosas e o levou a falência.
No dia 11 de fevereiro de 1944, o castelo foi classificado como Monumento Histórico Nacional.
Em 1961, o castelo vai a leilão e é comprado por Lucien Grosso, que restaura a edificação e o abre para visitações. No ano de 2008, Grosso falece e a propriedade passa para sua esposa Denise Grosso, que mantém os projetos do marido. No ano de 2016, Denise Grosso vem a falecer, e Alberic de Montgolfier passa a ser o proprietário do castelo, conforme desejo da família Grosso. Audrey de Montgolfier, esposa de Alberic, passa a administrar o castelo.

## Estrutura
O acesso ao castelo se dá através de uma esplanada, onde se encontra o primeiro portão, que leva a Sala da Guarda. Na parte de trás da Sala de Guarda, há uma estreita escada em espiral, que leva ao segundo pavimento. No segundo pavimento está uma cozinha, construída no século XIV, com duas lareiras. No terceiro pavimento, acima da cozinha, está o Salão de Estado com uma lareira em estilo italiano decorada com esculturas, em anexo há uma oratória decorada com afrescos. Ainda neste pavimento, acima da cozinha, há algumas salas com janelas gradeadas. Ainda no terceiro pavimento, mas acessada por uma escada construída no XVII, está a Sala de Visitas decorada com móveis estilo Louis XIII e pinturas no teto. No castelo ainda há uma outra cozinha, construída no século XIII; uma ponte levadiça que leva até ao barbacã; e do lado externo, há uma capela românica.

## No cinema
O castelo já serviu de cenário para filmes comoː
- 1973 - Colinot Trousse-Chemise;[4]
- 1993 - La fille de d'Artagnan, de Bertrand Tavernier;[2]
- 1993 - Les Visiteurs 1, de JM Poiré;[2]
- 1996 - Les Visiteurs 2, de JM Poiré;[2]
- 1998 - Jeanne d'Arc, de Luc Besson;[2]
- 2003 - Fanfan la Tulipe, de Gérard Krawczyk;[2]
- 2021 - O último Duelo, de Ridley Scott.[3]

## Turismo
O castelo está aberto ao público todos os dias, com entrada paga. As visitas podem ser feitas sozinhas ou guiadas. Dispõe de áudio-guia gratuito.